# Bert Sakmann
Bert Sakmann (Stuttgart, 12. lipnja, 1942.) je njemački stanični fiziolog. 
Godine 1991. podijelio je Nobelovu nagradu za fiziologiju ili medicinu s Erwin Neherom za njihov rad na "funkciji ionskih kanala stanice" i otkrivanju posebne metode priljubljene elektrode (engl. patch clamp) koja omogućuje snimanje malih ionskih struja kakve su struje pojedinih ionskih kanala. 

## Rad
Neher i Sakmann su upotrebom nove tehnike došli do zaključaka da ionski kanali postoje (pretpostavku o postojanju kanala su iznijeli Andrew Huxley i Alan Lloyd Hodgkin) i kako funkcioniraju. Demonstrirali su što se događa kada se otvore ili zatvore ionski kanali čiji je promjer jednak veličini natrijevog ili kalijevog iona. Mnogi ionski kanali regulirani su receptorom koji se nalazi na jednom dijelu molekule kanala, koja aktivacijom mijenja svoj oblik.  Neher i Sakmann pokazali su koji dio molekule predstavlja senzor i unutarnji zid kanala. Pokazali su i kako kanal regulira prolaz negativno ili pozitivno nabijenih iona. 
Nova metoda i nova znanja dovela su do značajnih pomaka u modernoj biologiji i doprinijela shvaćanju staničnih mehanizama mnogih bolesti (npr. cistična fibroza, diabetes mellitus).

## Vanjske poveznice
- Nobelova nagrada - autobiografija  Arhivirana inačica izvorne stranice od 15. prosinca 2010. (Wayback Machine) (engl.)